# Leitzersdorf
Leitzersdorf ist eine Gemeinde mit 1147 Einwohnern (Stand 1. Jänner 2025) im Bezirk Korneuburg in Niederösterreich.

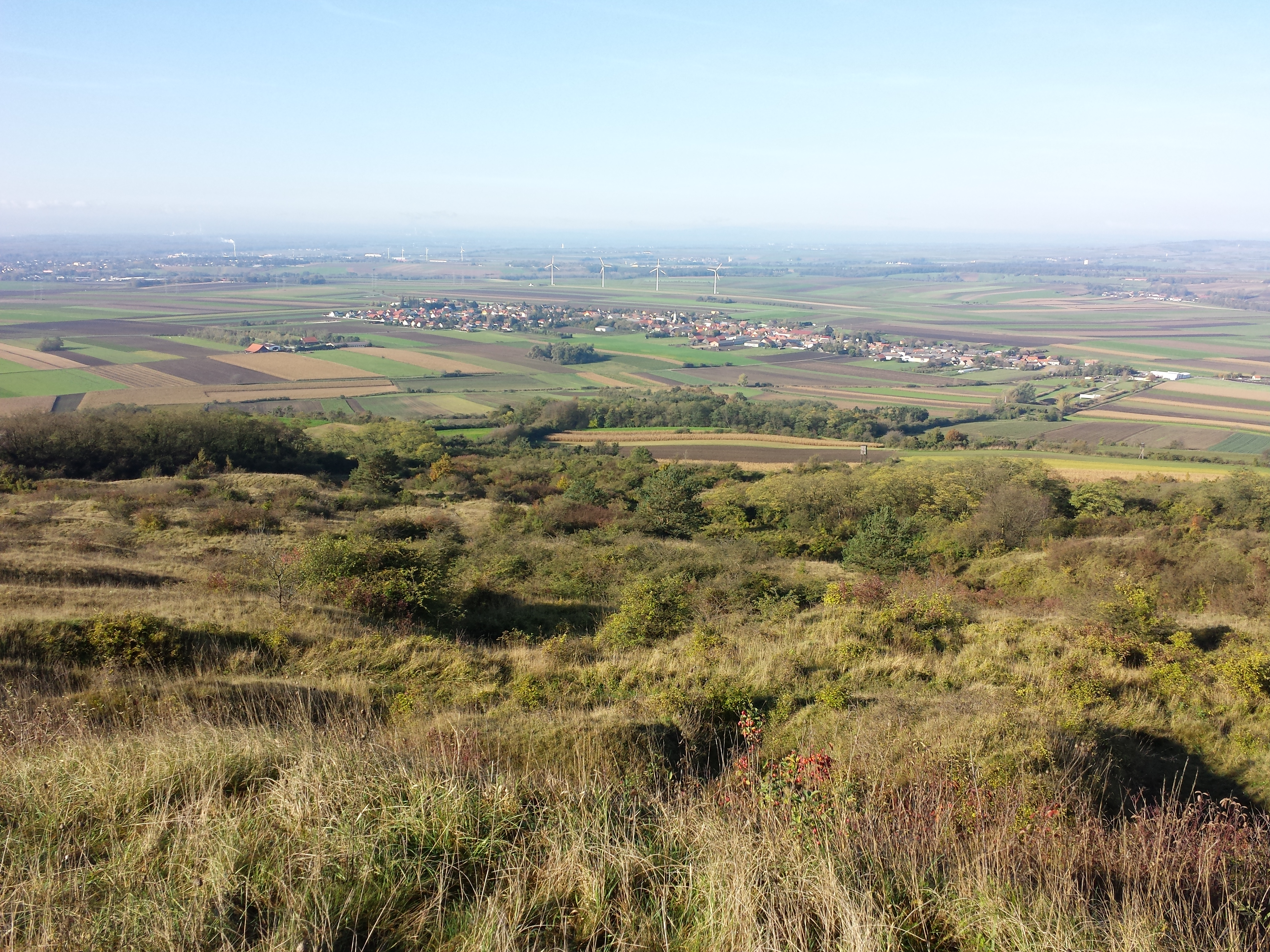
Trockenrasen am Waschberg, im Hintergrund: Leitzersdorf

## Geografie
Leitzersdorf liegt im Weinviertel in Niederösterreich nordöstlich von Stockerau. Das sanft hügelige Land liegt in einer Höhe von rund 200 Meter über dem Meer und steigt im Osten zum Waschberg auf 388 Meter an. Dieser befindet sich im Natura 2000 Gebiet, seine Besonderheit ist ein Halbtrockenrasen mit seltenen Orchideen. Die Entwässerung erfolgt nach Westen zum Senningbach.
Die Fläche der Gemeinde umfasst knapp 28 Quadratkilometer. Davon werden 83 Prozent landwirtschaftlich genutzt, acht Prozent sind bewaldet und gehören zum Rohrwald.

### Gemeindegliederung
Das Gemeindegebiet umfasst folgende fünf Ortschaften (in Klammern Einwohnerzahl Stand 1. Jänner 2025):
- Hatzenbach (153)
- Kleinwilfersdorf (150)
- Leitzersdorf (608)
- Wiesen (90)
- Wollmannsberg (146)

Die Gemeinde besteht aus den Katastralgemeinden Hatzenbach, Kleinwilfersdorf, Leitzersdorf, Wiesen und Wollmannsberg.

### Nachbargemeinden
| Sierndorf |                                             | Niederhollabrunn |
|           | Kompassrose, die auf Nachbargemeinden zeigt |                  |
| Stockerau | Spillern                                    | Leobendorf       |

## Geschichte
Die erste urkundliche Erwähnung erfolgte 1140 als Leucinesdorf. Der Name änderte sich 1505 zur heutigen Form.
Am 11. Mai 1484 fand bei Leitzersdorf eine Schlacht zwischen den Truppen des ungarischen Königs Matthias Corvinus (reg. 1458–1490) und denen Kaiser Friedrichs III. (reg. 1452–1493) statt. Die Armee Friedrichs, die zum Entsatz der von den Ungarn belagerten Stadt Korneuburg anrückte, erlitt dabei eine schwere Niederlage.

### Bevölkerungsentwicklung
| Leitzersdorf: Einwohnerzahlen von 1869 bis 2025     | Leitzersdorf: Einwohnerzahlen von 1869 bis 2025 | Leitzersdorf: Einwohnerzahlen von 1869 bis 2025 | Leitzersdorf: Einwohnerzahlen von 1869 bis 2025 | Leitzersdorf: Einwohnerzahlen von 1869 bis 2025 |
| --------------------------------------------------- | ----------------------------------------------- | ----------------------------------------------- | ----------------------------------------------- | ----------------------------------------------- |
| Jahr                                                |                                                 |                                                 |                                                 | Einwohner                                       |
| 1869                                                | 1869                                            |                                                 | 1.236                                           | 1.236                                           |
| 1880                                                | 1880                                            |                                                 | 1.235                                           | 1.235                                           |
| 1890                                                | 1890                                            |                                                 | 1.274                                           | 1.274                                           |
| 1900                                                | 1900                                            |                                                 | 1.256                                           | 1.256                                           |
| 1910                                                | 1910                                            |                                                 | 1.372                                           | 1.372                                           |
| 1923                                                | 1923                                            |                                                 | 1.434                                           | 1.434                                           |
| 1934                                                | 1934                                            |                                                 | 1.284                                           | 1.284                                           |
| 1939                                                | 1939                                            |                                                 | 1.179                                           | 1.179                                           |
| 1951                                                | 1951                                            |                                                 | 1.117                                           | 1.117                                           |
| 1961                                                | 1961                                            |                                                 | 1.014                                           | 1.014                                           |
| 1971                                                | 1971                                            |                                                 | 974                                             | 974                                             |
| 1981                                                | 1981                                            |                                                 | 975                                             | 975                                             |
| 1991                                                | 1991                                            |                                                 | 1.065                                           | 1.065                                           |
| 2001                                                | 2001                                            |                                                 | 1.098                                           | 1.098                                           |
| 2011                                                | 2011                                            |                                                 | 1.265                                           | 1.265                                           |
| 2021                                                | 2021                                            |                                                 | 1.157                                           | 1.157                                           |
| 2025                                                | 2025                                            |                                                 | 1.147                                           | 1.147                                           |
| Quelle(n): Statistik Austria, Gebietsstand 1.1.2021 |                                                 |                                                 |                                                 |                                                 |

Nach dem Ergebnis der Volkszählung 2001 gab es 1098 Einwohner. 1991 hatte die Gemeinde 1065 Einwohner, 1981 975 und im Jahr 1971 974 Einwohner.

## Kultur und Sehenswürdigkeiten

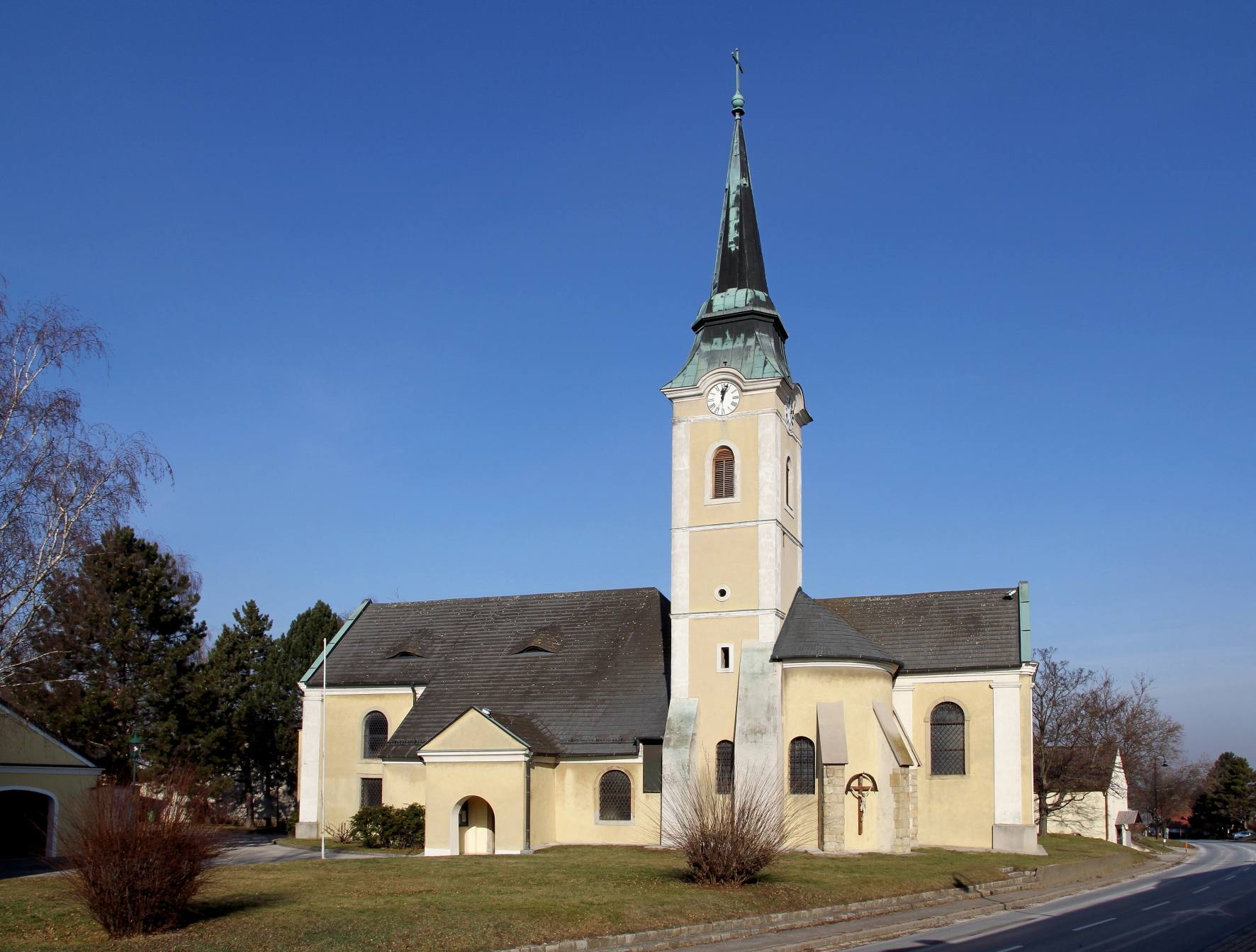
Pfarrkirche Leitzersdorf

- Katholische Pfarrkirche Kleinwilfersdorf hl. Brictius
- katholische Pfarrkirche Leitzersdorf hl. Jakob der Ältere

Regelmäßige Veranstaltungen
- Astronomische Gesellschaft Leitzersdorf: Der Astroverein veranstaltet monatliche Vortragsabende und im Sommerhalbjahr gemeinsame Beobachtungsabende. Auch der 2015 errichtete Planetenweg geht auf ihre Initiative zurück.

## Wirtschaft und Infrastruktur

### Wirtschaftssektoren
Von den 56 landwirtschaftlichen Betrieben des Jahres 2010 waren 45 Haupterwerbsbauern. Im Produktionssektor arbeiteten acht Erwerbstätige im Baugewerbe und sechs im Bereich Herstellung von Waren. Die größten Arbeitgeber des Dienstleistungssektors waren die Bereiche soziale und öffentliche Dienste (26), Handel (22), freiberufliche Dienstleistungen (16) und Grundstücks- und Wohnungswesen (12 Mitarbeiter).
| Wirtschaftssektor            | Anzahl Betriebe | Anzahl Betriebe | Erwerbstätige | Erwerbstätige |
| Wirtschaftssektor            | 2011            | 2001            | 2011          | 2001          |
| ---------------------------- | --------------- | --------------- | ------------- | ------------- |
| Land- und Forstwirtschaft 1) | 56              | 68              | 44            | 72            |
| Produktion                   | 8               | 4               | 14            | 10            |
| Dienstleistung               | 58              | 29              | 87            | 66            |

1) Betriebe mit Fläche in den Jahren 2010 und 1999

### Arbeitsmarkt, Pendeln
Im Jahr 2011 lebten 658 Erwerbstätige in Leitzersdorf. Davon arbeiteten 110 in der Gemeinde, mehr als achtzig Prozent pendelten aus.

### Öffentliche Einrichtungen
In Leitzersdorf befinden sich ein Kindergarten und eine Volksschule.

## Politik

### Gemeinderat
Der Gemeinderat hat 19 Mitglieder.
| - Mit den Gemeinderatswahlen in Niederösterreich 1990 hatte der Gemeinderat folgende Verteilung: 14 ÖVP, 3 SPÖ und 2 FPÖ. - Mit den Gemeinderatswahlen in Niederösterreich 1995 hatte der Gemeinderat folgende Verteilung: 8 BGL–Bürgerinitiative Großgemeinde Leitzersdorf, 8 ÖVP und 3 SPÖ. - Mit den Gemeinderatswahlen in Niederösterreich 2000 hatte der Gemeinderat folgende Verteilung: 9 BGL–Bürgerinitiative Großgemeinde Leitzersdorf, 7 ÖVP, 2 SPÖ und 1 FPÖ. - Mit den Gemeinderatswahlen in Niederösterreich 2005 hatte der Gemeinderat folgende Verteilung: 9 BGL–Bürgerinitiative Großgemeinde Leitzersdorf, 8 ÖVP und 2 SPÖ. - Mit den Gemeinderatswahlen in Niederösterreich 2010 hatte der Gemeinderat folgende Verteilung: 8 BGL–Bürgerinitiative Großgemeinde Leitzersdorf, 8 ÖVP, 2 SPÖ und 1 FPÖ. - Mit den Gemeinderatswahlen in Niederösterreich 2015 hatte der Gemeinderat folgende Verteilung: 8 BGL–Bürgerinitiative Großgemeinde Leitzersdorf, 7 ÖVP, 2 Liste FPÖ und 2 SPÖ. - Mit den Gemeinderatswahlen in Niederösterreich 2020 hat der Gemeinderat folgende Verteilung: 9 ÖVP, 8 BGL–Bürgerinitiative Großgemeinde Leitzersdorf, 1 FPÖ und 1 SPÖ. - Mit der außertourlichen Gemeinderatswahl vom 3. April 2022 hat der Gemeinderat folgende Verteilung: 10 ÖVP, 6 BGL-Bürgerinitative Großgemeinde Leitzersdorf, 1 MFG, 1 SPÖ, 1 FPÖ - Mit den Gemeinderatswahlen in Niederösterreich 2025 hat der Gemeinderat folgende Verteilung: 12 ÖVP, 5 FPÖ und 2 SPÖ. | Die zur Anzeige dieser Grafik verwendete Erweiterung wurde dauerhaft deaktiviert. Wir arbeiten aktuell daran, diese und weitere betroffene Grafiken auf ein neues Format umzustellen. (Mehr dazu) |

### Bürgermeister
- 1995–2005 Franz Schöber (BGL)[18]
- 2005–2010 Günter Glasl (ÖVP)
- 2010–2020 Franz Schöber (BGL)
- seit 2020 Sabine Hopf (ÖVP)[19][20]